# Corchorus neocaledonicus
Corchorus neocaledonicus là một loài thực vật có hoa trong họ Cẩm quỳ. Loài này được Schltr. mô tả khoa học đầu tiên năm 1908.